# Mali gad
Mali gad (znanstveno ime Vipera ursinii) je strupenjača iz družine gadov, ki je svoje znanstveno ime dobila po italijanskem naravoslovcu Antoniu Orsiniji (1788–1870).

## Telesne značilnosti
Odrasle kače te vrste dosežejo v dolžino med 40 in 50 cm, našli pa so tudi že primerke dolge med 63 in 80 cm. Samice so, kot je to pri kačah pogosto, večje od samcev. Mali gad je najmanjša vrsta evropskih gadov. Ima kratko in čokato telo ter majhno srčasto oblikovano glavo, ki ima na temenu več velikih lusk. Na hrbtu so luske razporejene v 19 vrst, med režami pa je pogosto videti temno kožo. Osnovna barva malega gada je siva ali oker, po hrbtu pa poteka značilna črno obrobljena temno rjava cikcakasta proga.

## Razširjenost
Mali gad je razširjen od južne Francije pa vse do Kitajske. Doslej ni priznana nobena podvrsta.  
V Sloveniji mali gad ni razširjen.